# Especie Ñ
Especie Ñ es la denominación provisional de una especie predecesora del Homo antecessor propuesta para incluir a un reducido número de hallazgos paleoantropológicos recientes: un diente de leche hallado en el yacimiento de Orce-Barranco León (Niño de Orce, datado en 1,4 millones de años antes del presente) y "un fragmento de siete centímetros de una mandíbula, con cuatro dientes todavía engarzados, una falange y un pedazo de un hueso del brazo con marcas de corte" perteneciente a un individuo femenino de avanzada edad, que habría sido objeto de canibalismo hallado en el yacimiento de Atapuerca-Sima del Elefante (datados en 1,2 millones de años antes del presente).
La elección de la letra "ñ" se hizo por la limitación al territorio español que hasta el momento caracteriza la distribución de los hallazgos.
La cronología propuesta para esta especie iría de 1,4 a 0,9 millones de años a. p.; enlazando con la cronología del Homo antecessor, que iría de 0,9 a 0,73 millones de años a. p. Mientras que la "especie Ñ" se asociaría a una tecnología lítica del "Modo 1 muy pobre", el Homo antecessor se asociaría a una del "Modo 1 evolucionado".